# Svartvit uggla
Svartvit uggla (Strix nigrolineata) är en fågel i familjen ugglor inom ordningen ugglefåglar. Den förekommer från södra Mexiko till Peru. Arten minskar i antal, men beståndet anses vara livskraftigt.

## Utseende och läte
Svartvit uggla är en stor och vacker uggla, med mörkt ansikte, fjäderdräkten tydligt tvärbandad i svart och vitt samt lysande gul näbb och gula fötter. De varierade hoande lätena avslutas ofta med emfas.

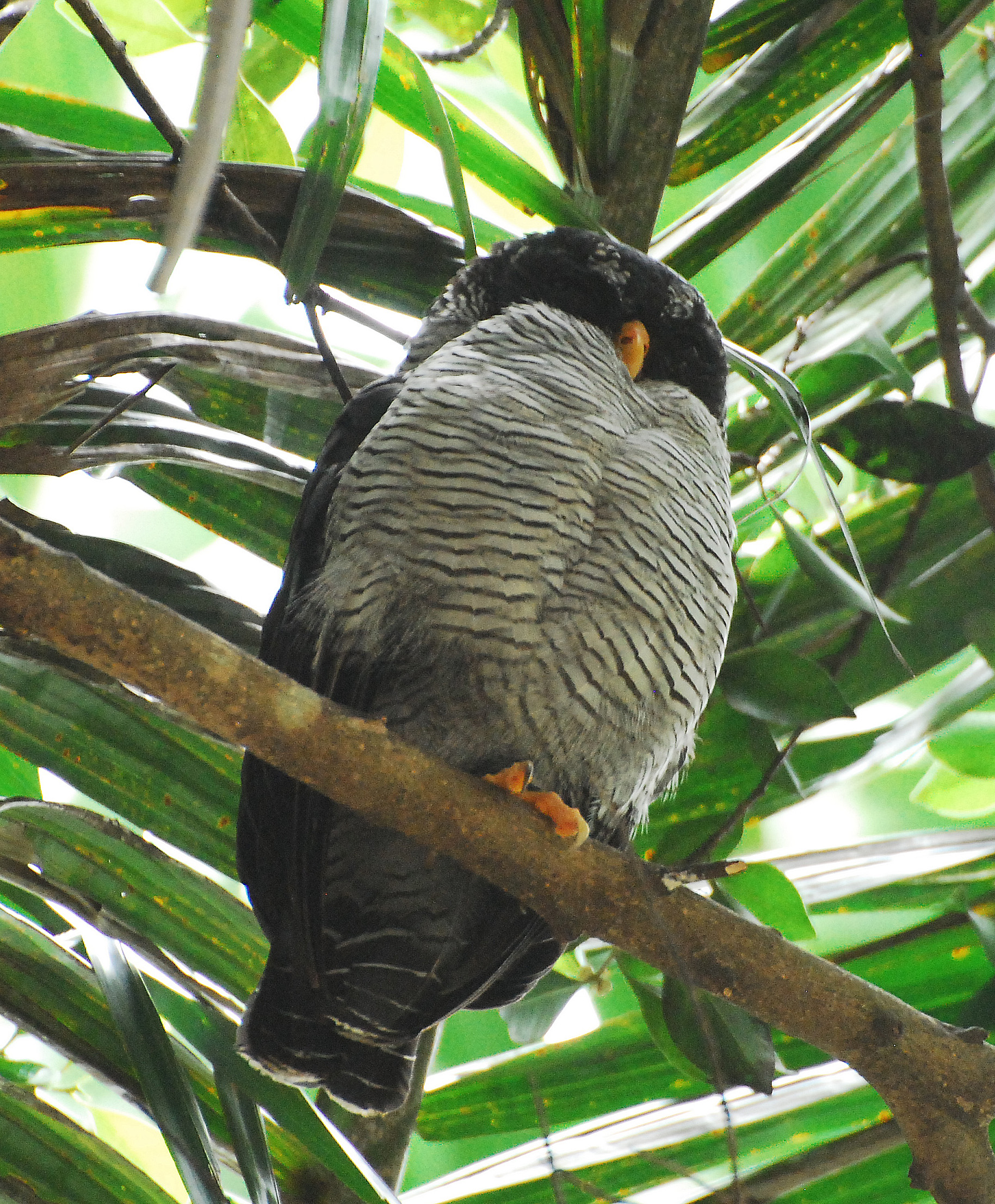

## Utbredning och systematik
Fågeln återfinns i låglänta delar från södra Mexiko till västra Ecuador och längst i nordväst i Peru. Den behandlas som monotypisk, det vill säga att den inte delas in i några underarter. 

### Släktestillhörighet
Tidigare placerades arten ofta tillsammans med brunstrimmig uggla, svartbandad uggla och brunbandad uggla i det egna släktet Ciccaba. Genetiska studier visar dock att virgata är en del av Strix.

## Levnadssätt
Svartvit uggla är fåtalig i tropiska låglänta skogar och skogsbryn. Den ses i skogsområden, plantage, trädgårdar och till och med i städer. Liksom de flesta andra ugglor är den nattaktiv. Den födosöker då högt uppe i trädkronorna men kan också ses jaga fladdermöss i gatulampornas sken. Dagtid vilar den högt uppe i träden, ibland dock i mera öppna miljöer.

## Status och hot
Arten har ett stort utbredningsområde, men tros minska i antal, dock inte tillräckligt kraftigt för att den ska betraktas som hotad. Internationella naturvårdsunionen IUCN listar därför arten som livskraftig (LC).